# Shimamaki
Shimamaki (japanska: 島牧村?, Shimamaki-mura) är en landskommun (by) i Hokkaido prefektur i Japan. 